# Servilio de Oliveira
Servilio de Oliveira (* 6. Mai 1948 in São Paulo) ist ein ehemaliger brasilianischer Fliegengewichtsboxer. Er ist auch bekannt unter seinem Kampfnamen „Eder de Ébano“.

## Laufbahn
Bevor de Oliveira 1969 Profi wurde, konnte er 1968 die Lateinamerikanischen Meisterschaften gewinnen und errang bei den Olympischen Spielen 1968 in Mexiko-Stadt die Bronzemedaille im Fliegengewicht. Im Halbfinale verlor er gegen den Mexikaner Ricardo Delgado nach Punkten. Er ist damit der bisher einzige Brasilianer, dem es gelang im Boxen eine olympische Medaille zu gewinnen.
Oliveira brachte das Kunststück fertig, seine Profikarriere ohne Niederlage und Unentschieden zu bestreiten. Allerdings muss man dazu sagen, dass seine Karriere nur aus sechzehn Kämpfen bestand. Immerhin wurde er im Februar 1970 brasilianischer Fliegengewichtsmeister und im Dezember des gleichen Jahres sogar Südamerikameister dieser Gewichtsklasse, nach einem K.-o.-Sieg in der siebten Runde über Ángel Sánchez aus Ecuador.
Ein Jahr später wurde bei Oliveira eine abgelöste Netzhaut im Auge diagnostiziert. Dies geschah bei einem Kampf gegen den US-Amerikaner Tony Moreno; Oliveira siegte nach Punkten. Ihm wurde nahegelegt, seine Karriere zu beenden. Zumindest unterbrach er sie. Im Juni 1977 startete er ein recht erfolgreiches Comeback gegen Rodolfo Rodriguez aus Argentinien, den er nach Punkten besiegte. Oliveira sah dann ein, dass weitere Kämpfe für seine Gesundheit zu riskant seien und zog sich nunmehr vollends zurück.
Nach seiner aktiven Laufbahn begann er als Trainer zu arbeiten und betreute unter anderem den ehemaligen WBA-Titelträger im Federgewicht Valdemir Pereira.